# シティウェイ (路面電車車両)
シティウェイ（Cityway）は、イタリアの企業・フィアットの鉄道車両製造部門であったフィアット・フェロヴィアリア（Fiat Ferroviaria）が開発し、同社および買収後のアルストムによって展開された路面電車車両。車内の床上高さを下げた超低床電車で、イタリア各地の路面電車路線に導入された。

## シティウェイI

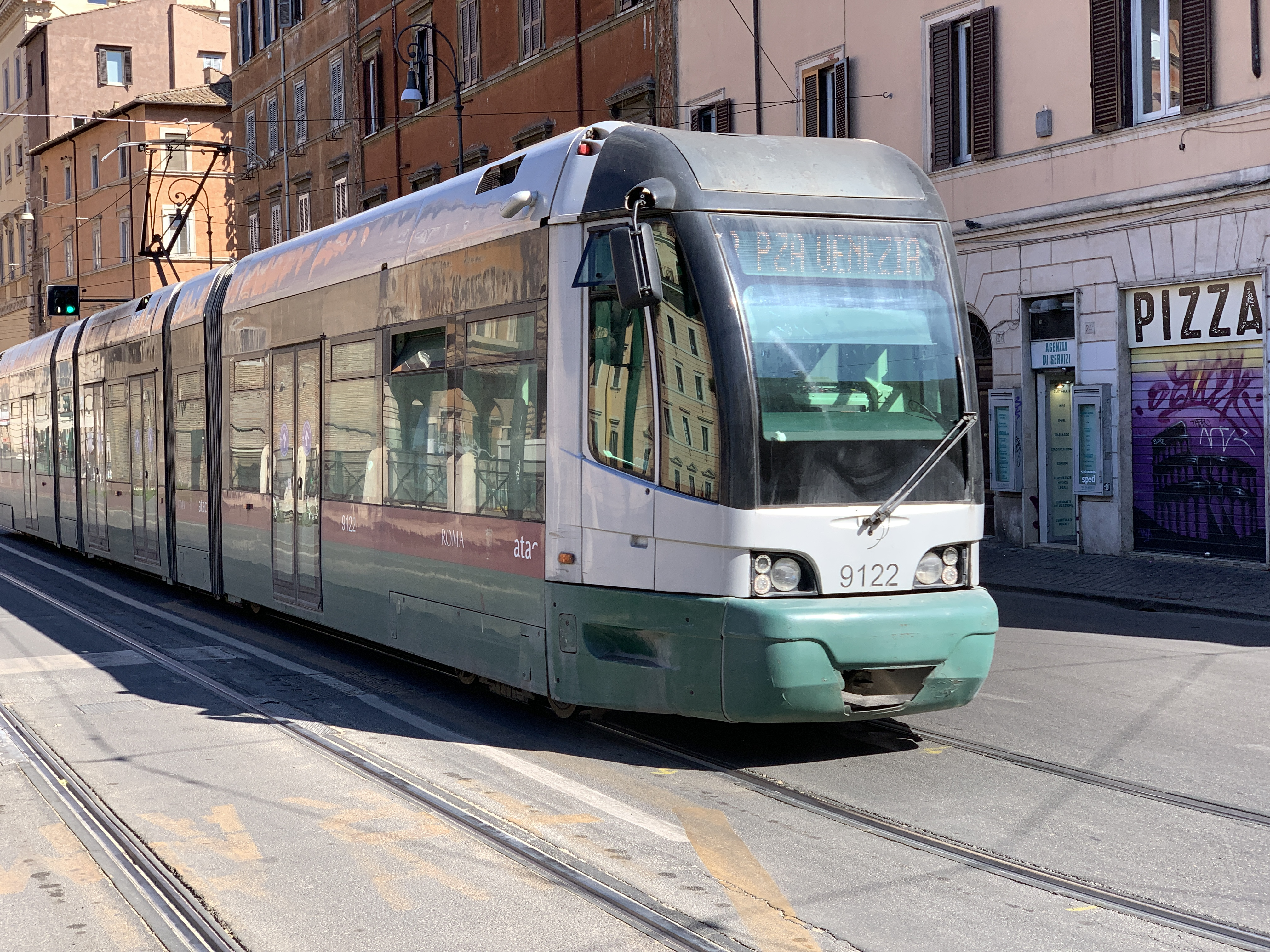
シティウェイI（ローマ市電）
（2021年撮影）

イタリアの首都・ローマの路面電車（ローマ市電）を運営するATACとの間に新型車両導入の契約を1996年に交わしたフィアット・フェロヴィアリアが開発した車両。1989年以降トリノの路面電車（トリノ市電）向けに導入された車両（5000形）を基に設計が行われ、車内全体の70 %が床上高さを抑えた低床構造となっている部分超低床電車である。
1997年から製造が行われ、1998年から営業運転を開始した。2024年現在は28両がローマ市電に在籍する。

## シティウェイII

### ローマ

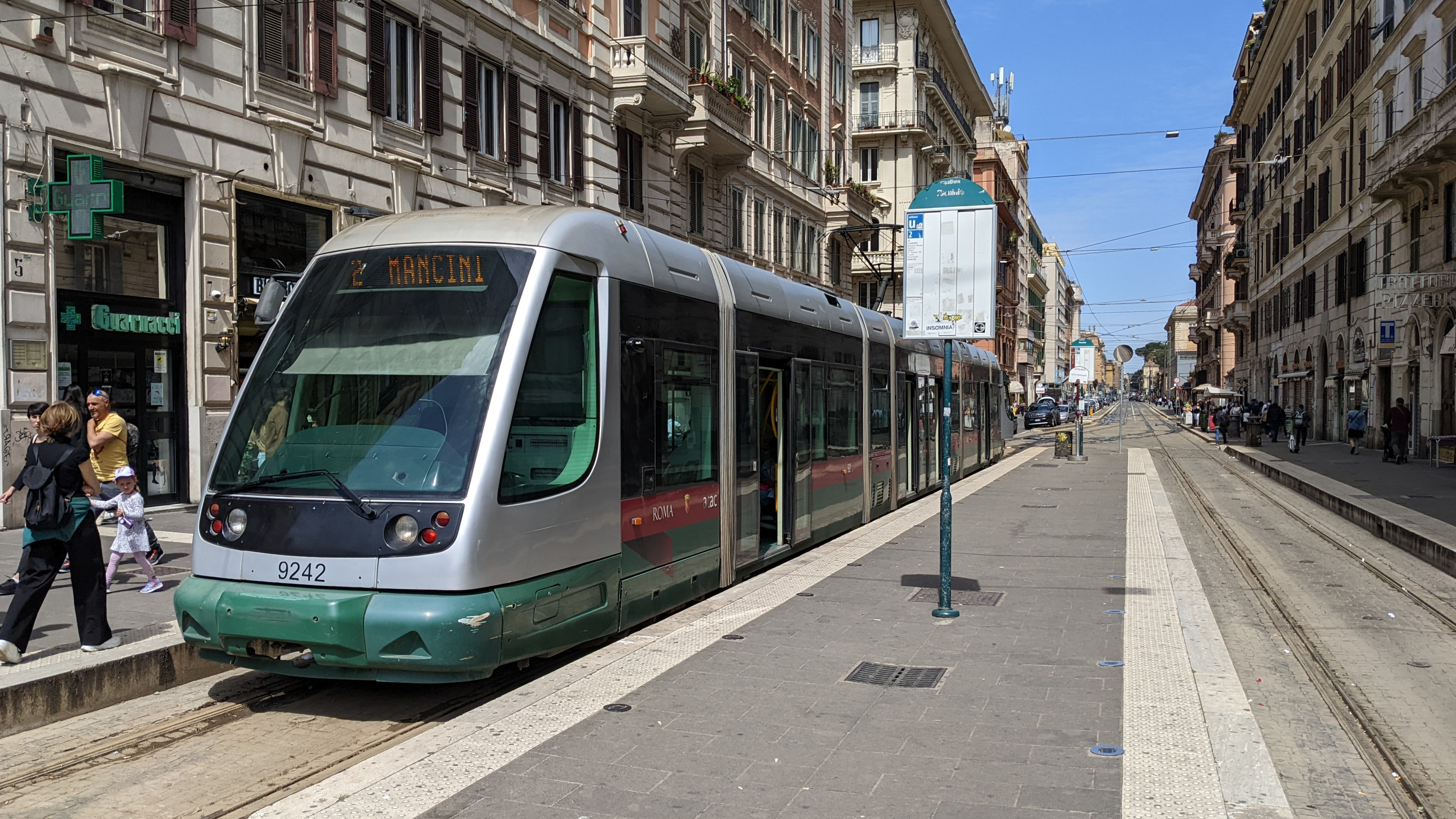
シティウェイII（ローマ市電）
（2023年撮影）

1998年に交わされた契約を基に、ローマ市電向けとしてフィアット・フェロヴィアリアは新たな設計の超低床電車（7車体連接車）を開発した。これらの車両は「シティウェイI」と異なり、全ての台車に車軸や回転軸が無いのが特徴であり、これにより車内全体の床上高さを抑えた100 %低床構造を達成している。車両デザインはインダストリアルデザイナーのジョルジェット・ジウジアーロによって行われた。
1999年から2001年にかけて52両が導入され、そのうち2両は車体長が長い9車体連接車として導入されたが、技術的な問題から本格採用には至らず、後年に他車と同じ7車体連接車に改造されている。

### トリノ

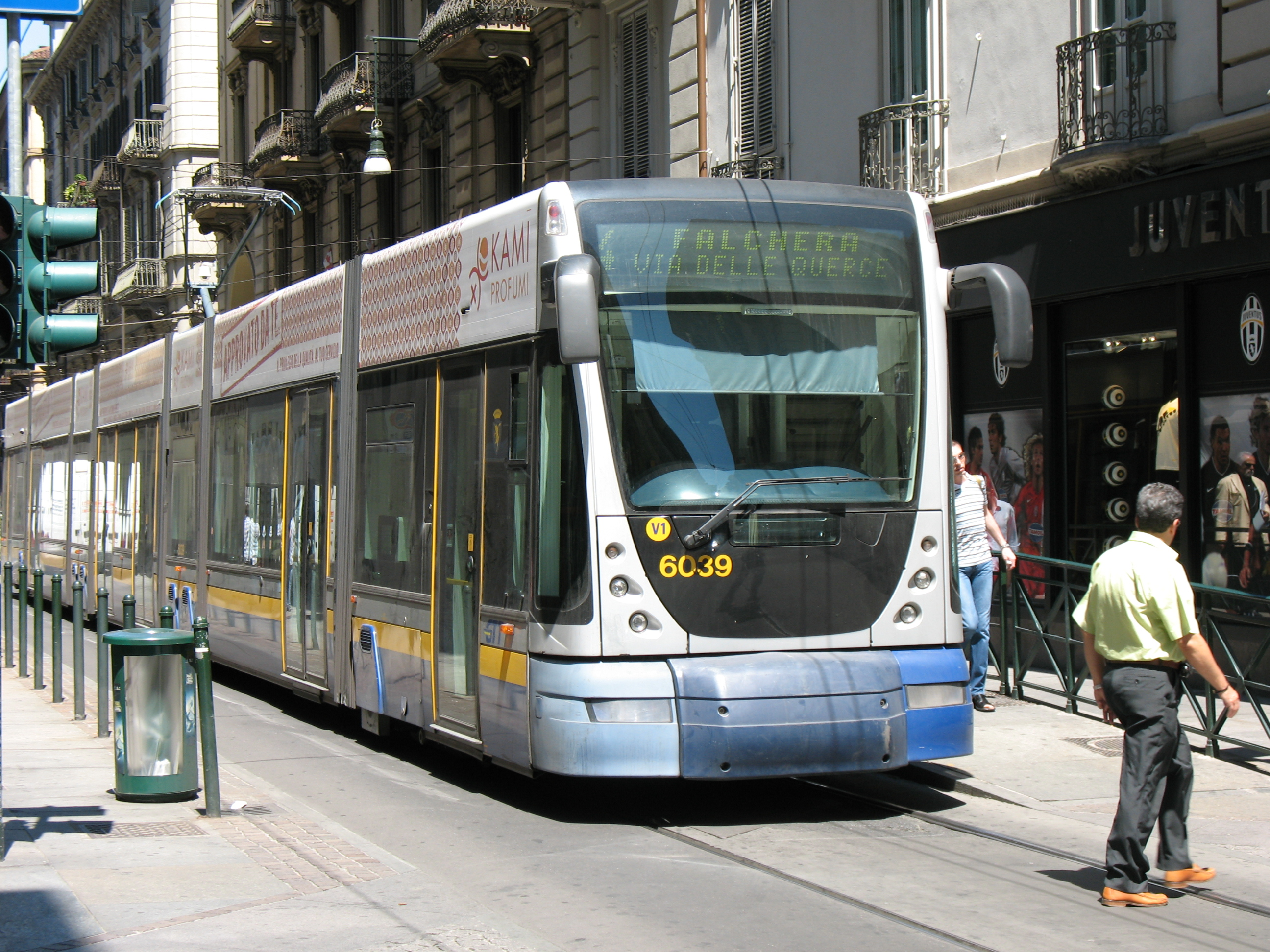
シティウェイII（トリノ市電）
（2007年撮影）

トリノ市内の路面電車（トリノ市電）では、合計54両の7車体連接式の「シティウェイ」が使用されている。これらはローマ市電向け車両と同様に車両全体の床上高さを抑えているが、車体デザインが変更されている他、台車の動力配置にも差異が見られる。2001年から2003年まで2次に渡って導入されており、最初に導入された6両は片運転台車両、49両は両運転台車両である。

### メッシーナ

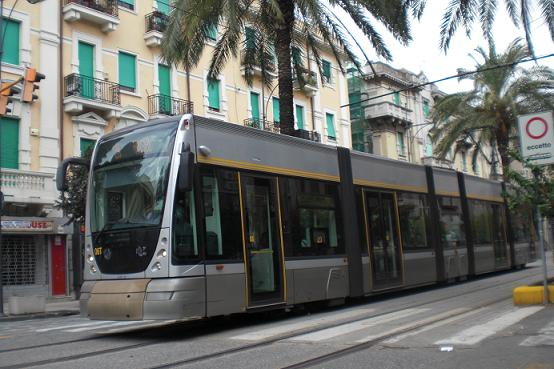
シティウェイII（メッシーナ・トラム）
（2009年撮影）

シチリア島の都市・メッシーナの路面電車（メッシーナ・トラム）には、開通に合わせて15両の「シティウェイ」が導入された。トリノ市電向け車両を基にした車体を有する5車体連接車（両運転台）で、他都市と比べて車体長が短くなっており、集電装置（シングルアーム式パンタグラフ）も中間車体ではなく一方の先頭車体に設置されている。2022年以降は修繕も兼ねた更新工事が進められているが、同年時点でアルストムがシティウェイの生産を終了している関係から、予備部品の確保のため多数の車両が運用から離脱した状態にある。

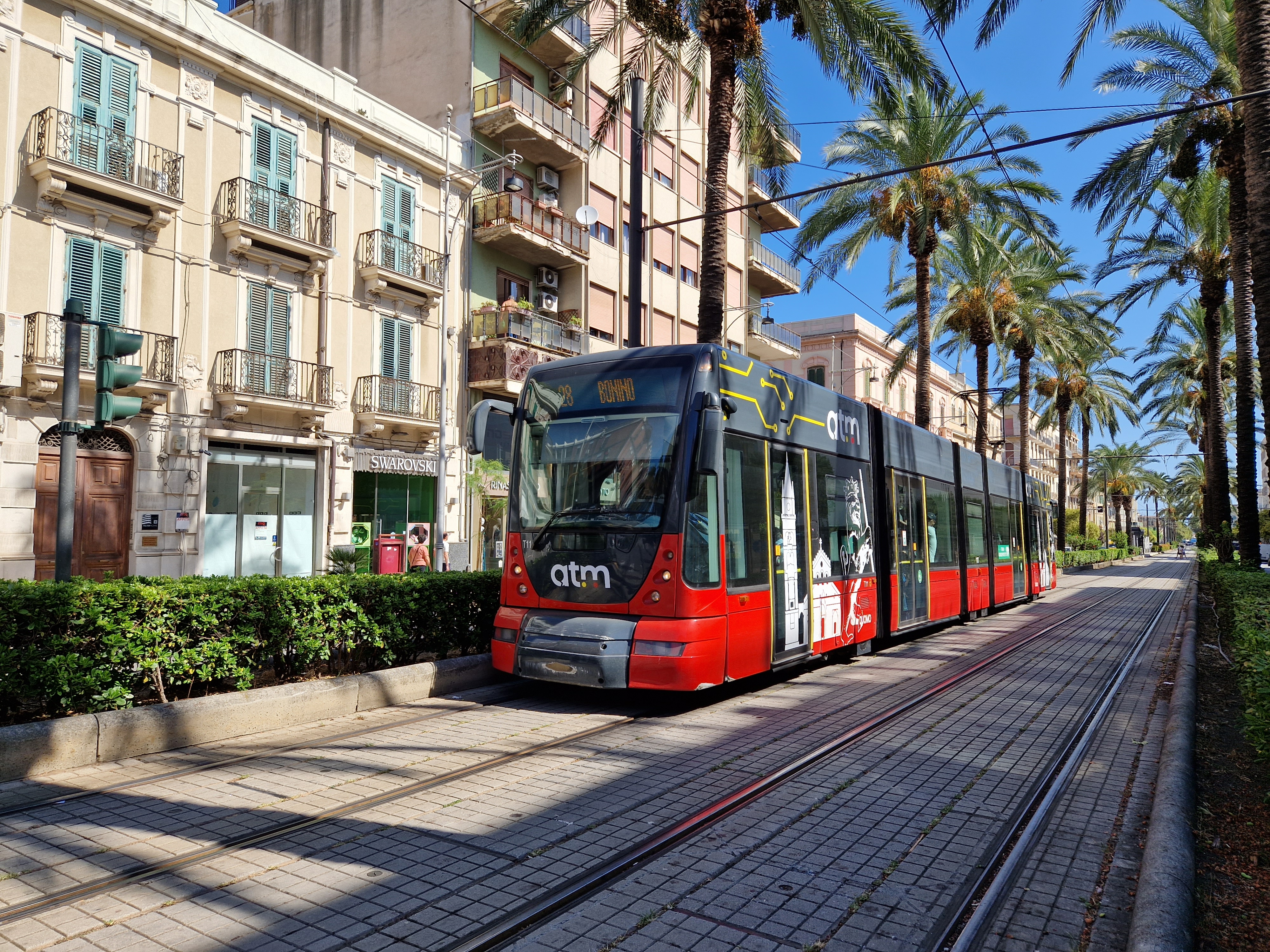
更新後の車両（2023年撮影）

## 参考資料
- Andrew Thompson (2024-10). “Niederflurwagen für Italien”. Straßenbahn Magazin (Geramond Verlag) (418):  48-52.
- Harry Hondius (2002-7/8). “Rozwój tramwajów i kolejek miejskich (2)”. TTS Technika Transportu Szynowego (Instytut Naukowo-Wydawniczy „SPATIUM” sp. z o.o):  32-58 2024年12月10日閲覧。.